# Porslinsbruket 29

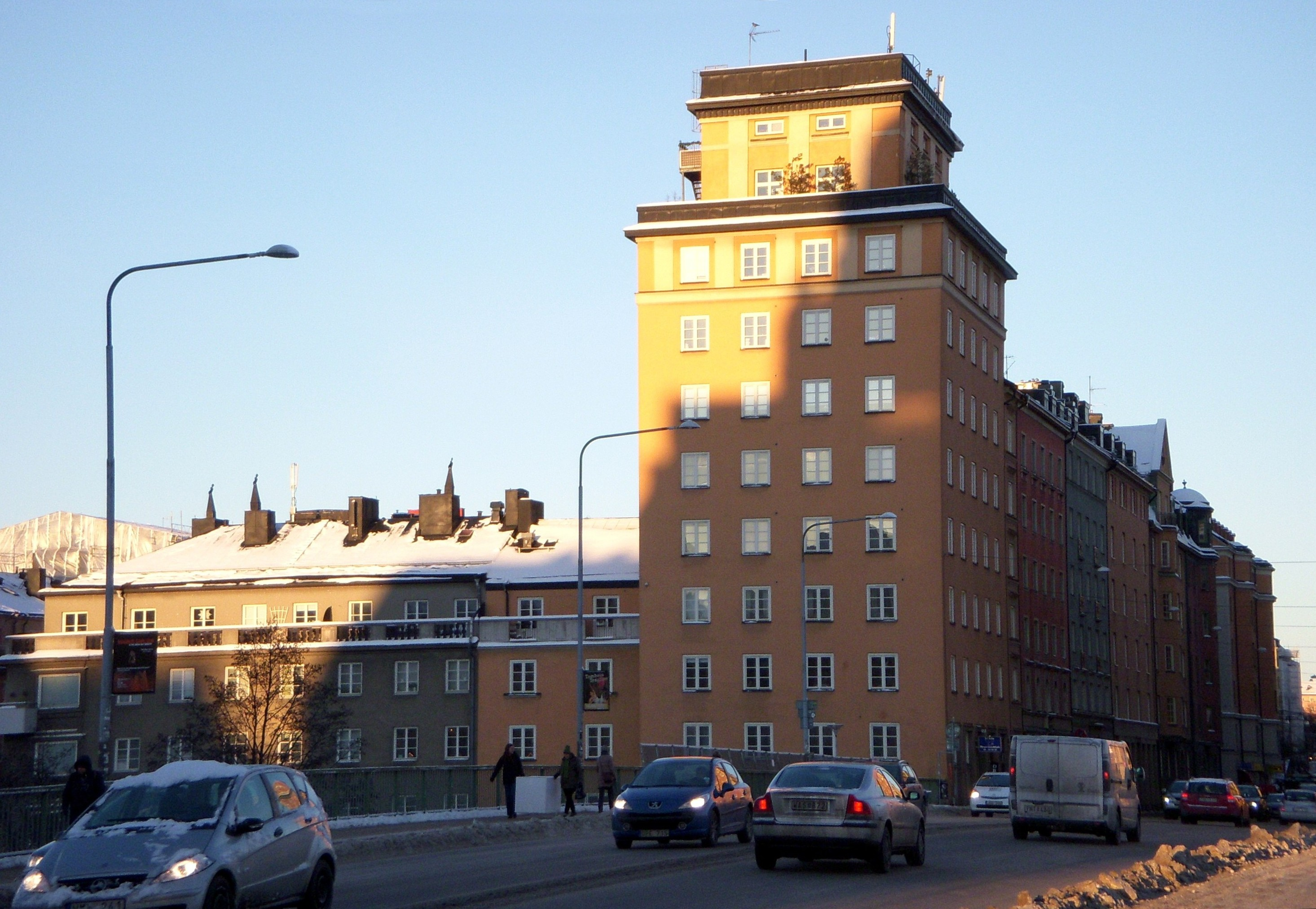
S:t Eriksgatan 65, Porslinsbruket 29 och 30 i december 2010.

Porslinsbruket 29 är ett bostadshus i kvarteret Porslinsbruket vid Sankt Eriksgatan 65 i Vasastan i centrala Stockholm.
Byggnaden uppfördes 1927-29 efter ritningar av arkitekterna Nils G. Kjellberg och Waldemar Conradson. Byggnaden är en pendang till Loket 1 (klart 1929) vid Sankt Eriksgatan 64 och markerar Sankt Eriksbrons norra fäste. På den södra sidan finns två motsvarande höga hus, Sportpalatset (klart 1930) och Sankt Erikspalatset (klart 1909). Tillsammans bildar dessa fyra portalbyggnader en pampig inramning av Sankt Eriksbrons landfästen.
Kvarteret Porslinsbruket har sitt namn efter ett industriområde väster om Sankt Eriksgatan, där Rörstrands Porslinsfabrik hade sin verksamhet. Området revs i slutet av 1920-talet och bostäder byggdes här. I grannskapet finns även kvarter med namn Fajansen, Leran, Stengodset och Terrakottan.

## Byggnaden

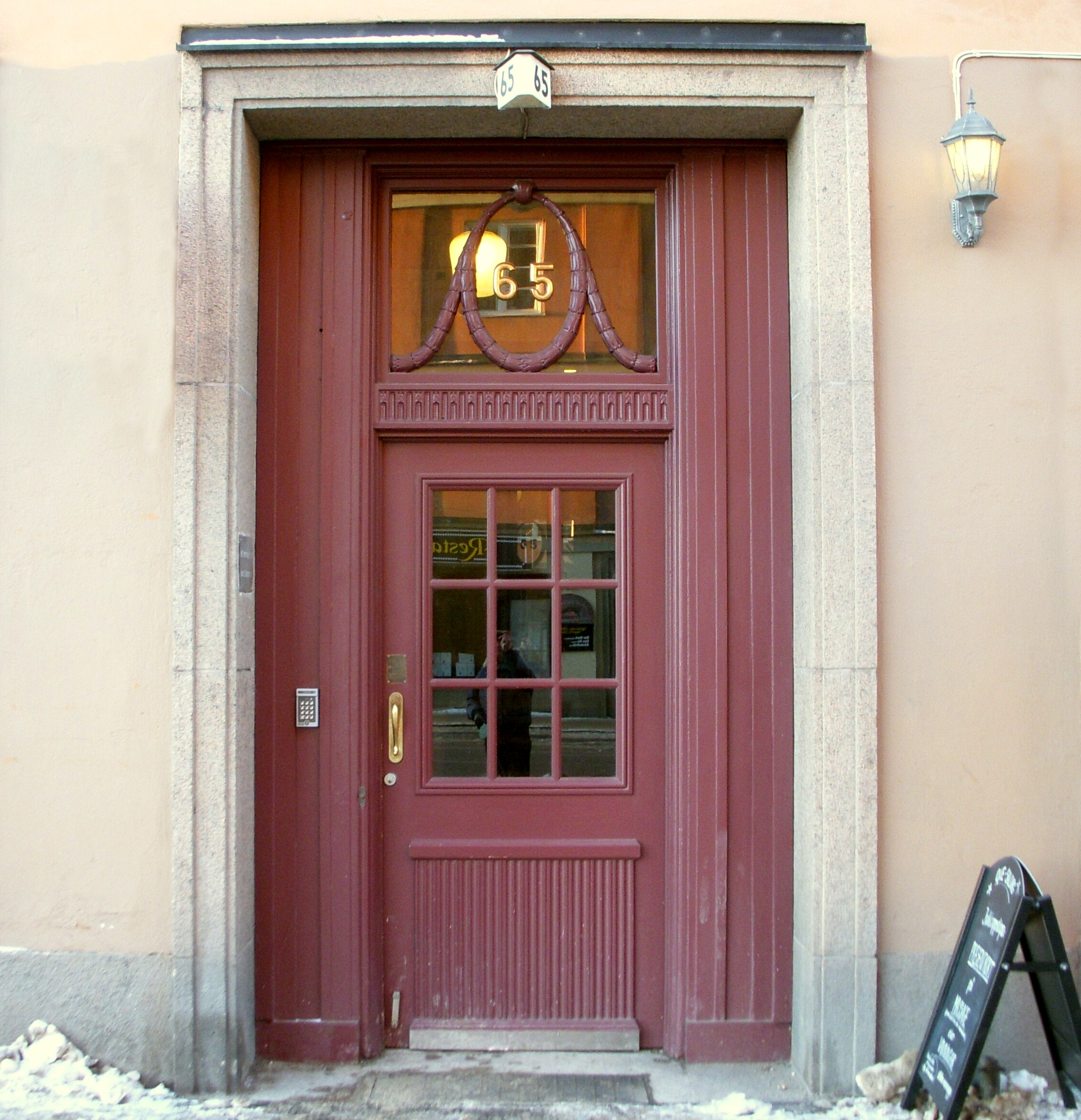
Entréporten 2010.

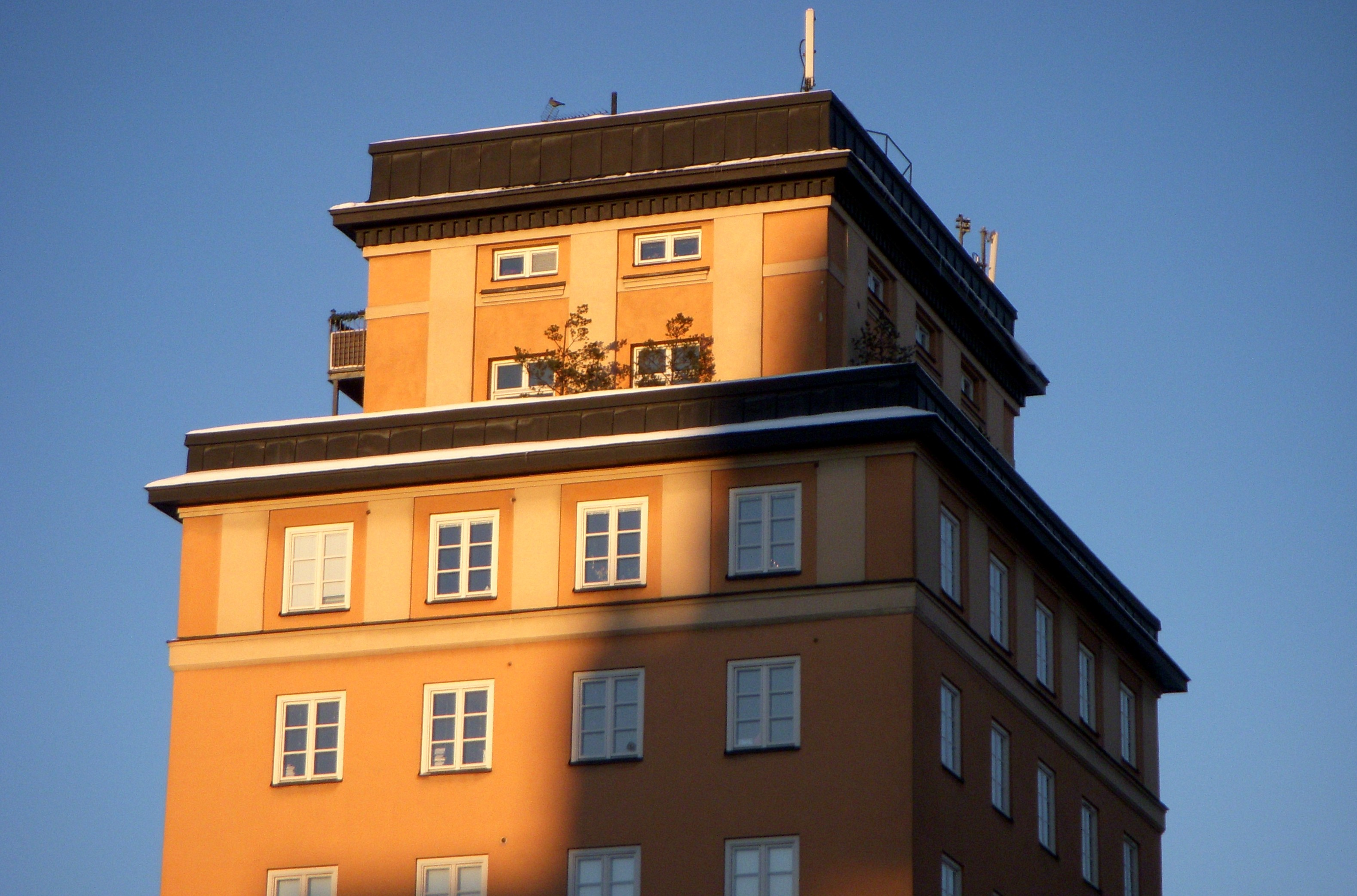
Tornbyggnaden 2010.

Byggnaden har fasader mot Sankt Eriksgatan och den tre våningar lägre belägna gatan Norrbackagatan som löper under bron. Hörndelen av huset är utformad som ett 13 våningar högt torn, varav två tornvåningar. Delarna mot Sankt Eriksgatan och Norrbackagatan är 6 våningar höga respektive fem våningar plus takvåning. 
Fasaderna mot gatan och gården är av gulfärgad spritputs, tornvåningen avslutas mot taket av en tandsnittslist, taket är täckt med svart plåt. Entréporten är original och har en omfattning av granit. Byggnaden är gestaltad i tjugotalsklassicism och ansluter så till motsvarande byggnad på östra sidan av Sankt Eriksgatan.
År 1926 fanns lägenhetsstorlekar från 1 rum och kokvrå till 3 rum och kök. Det fanns även 2-3 rum och kök plus jungfrukammare, de större lägenheterna hade bad eller dusch. 1930 genomfördes en uppdelning av tornvåningen och 1943–1944 ersattes kökstrappan (trappan för kökspersonal och tjänstefolk) med bland annat ett sopnedkast.

## Sankt Eriksområdets portalbyggnader
Sankt Eriksområdets båda portaltorn i närheten, som uppfördes mellan åren 1995 och 1998 efter en detaljplan av Aleksander Wolodarski påminner om den svenska 1920-talsklassicism med tydlig anknytning till S:t Eriksbrons båda portaltorn (Loket 1 och Porslinsbruket 29). Denna formgivning hyllades av vissa medan bland annat en del arkitektkollegor var kritiska och kallade det pastisch och otidsenligt.